# Hicham Ikhtiar
Hicham Ikhtiar, né en 1941 à Damas et mort le 20 juillet 2012 à Damas, est un général syrien, chef de la Sécurité nationale de la République arabe syrienne.
Ikhtiar a d'abord été le chef de la direction générale de la sécurité de 2001 à 2005 avant d'être nommé chef de la Sécurité nationale. 
En 2006, les États-Unis ont annoncé que les citoyens et organisations américains ont l’interdiction de se livrer à des transactions avec Ikhtiyar, pour ne pas "contribuer de façon significative à l'appui du gouvernement syrien", qui était considéré comme terroriste pour son aide aux djihadistes d'Irak. L'année suivante, Ikhtiar figurait dans la liste des personnes interdites de pénétrer aux États-Unis.
En mai 2011, il est chargé de réprimer les premières manifestations dans la ville de Deraa qui ont débouché sur un siège complet de la ville. Cela a causé la mort de centaines de manifestants et a provoqué le conflit syrien de 2011-2012.
Il est gravement blessé le 18 juillet 2012 lors de la guerre civile syrienne par une bombe placée dans le quartier général de la sécurité nationale à Damas, et meurt des suites de ses blessures deux jours plus tard.